# Висмутид никеля
Висмутид никеля — бинарное неорганическое соединение
никеля и висмута
с формулой NiBi,
кристаллы.

## Получение
- Сплавление стехиометрических количеств чистых веществ:

{\displaystyle {\mathsf {Ni+Bi\ {\xrightarrow {646^{o}C}}\ NiBi}}}

## Физические свойства
Висмутид никеля образует кристаллы нескольких модификаций:
- ромбическая сингония, параметры ячейки a = 0,8875 нм, b = 0,4112 нм, c = 1,1477 нм, Z = 8;
- β-NiBi, гексагональная сингония, пространственная группа P 63/mmc, параметры ячейки a = 0,407 нм, c = 0,536 нм, структура типа арсенид никеля NiAs.

Сообщается о выращивании, с помощью химического транспорта, кристаллов BiNi со структурой типа арсенида никеля NiAs или диникельиндия InNi2 с квазиорторомбической ячейкой
моноклинной сингонии,
пространственная группа F 1 2/m 1,
параметры ячейки a = 1,4124 нм, b = 0,81621 нм, c = 2,1429 нм, β = 90°.
Соединение образуется по перитектической реакции при 654 °С.
Имеет область гомогенности 45-49 ат. % висмута.
Наночастицы висмутида никеля при температуре выше 45 К проявляют свойства суперпарамагнетиков.

## Химические свойства
- Разлагается при нагревании:

{\displaystyle {\mathsf {NiBi\ {\xrightarrow {>654^{o}C}}\ Ni+Bi}}}